# 813 Baumeia
813 Baumeia је астероид главног астероидног појаса са пречником од приближно 13,50 .
Афел астероида је на удаљености од 2,280 астрономских јединица (АЈ) од Сунца, а перихел на 2,166 АЈ.
Ексцентрицитет орбите износи 0,025, инклинација (нагиб) орбите у односу на раван еклиптике 6,295 степени, а орбитални период износи 1210,916 дана (3,315 године).
Апсолутна магнитуда астероида је 11,70 а геометријски албедо 0,202.
Астероид је откривен 28. новембра 1915. године.